# Чивитела дел Тронто
Чивитѐла дел Тро̀нто (на италиански: Civitella del Tronto) е градче и община в Южна Италия, провинция Терамо, регион Абруцо. Разположено е на 589 m надморска височина. Населението на общината е 5235 души (към 2010 г.).